# Мария Каллас
Мари́я Ка́ллас (англ. Maria Callas; имя в свидетельстве о рождении — София Сеселия Калос, англ. Sophia Cecelia Kalos, крещена как Мария Анна София Кекилия Калойеропулу — греч. Μαρία Άννα Σοφία Καικιλία Καλογεροπούλου; 2 декабря (по другим данным 4 декабря) 1923, Нью-Йорк — 16 сентября 1977, Париж) — американская певица, одна из величайших оперных певиц XX века.
С самого начала выступала как драматическая колоратура, позже — как лирико-драматическое сопрано, в последние годы жизни стала исполнять партии меццо-сопрано. Мария Каллас не ограничивалась виртуозными колоратурами в операх Беллини, Россини и Доницетти, а превратила свой голос в главное выразительное средство. Она стала универсальной певицей с репертуаром от классических опер-сериа типа «Весталки» Спонтини до последних опер Верди, веристских опер Пуччини и музыкальных драм Вагнера.
Взлёту карьеры Каллас в середине XX века сопутствовало появление в звукозаписи долгоиграющей пластинки и дружба с видным деятелем звукозаписывающей компании EMI Вальтером Легге.
Приход на сцену оперных театров нового поколения дирижёров, таких как Герберт фон Караян и Леонард Бернстайн, и режиссёров, таких как Лукино Висконти и Франко Дзеффирелли, сделал каждый спектакль с участием Марии Каллас событием. Она превратила оперу в настоящий драматический театр, заставляя даже «трели и гаммы выражать радость, беспокойство или тоску».
Введена в Зал славы журнала Gramophone.

## Биография
Мария Каллас родилась в Нью-Йорке в семье греческих эмигрантов. Мать Марии, Евангелия, хотела воплотить в дочери свои неудавшиеся таланты и стала водить её в Нью-Йоркскую библиотеку на Пятой авеню. Мария начала слушать классическую музыку с трёх лет, в пять начала брать уроки фортепиано, а к восьми годам — уроки вокала. В 1936 году мать и дочь возвращаются в Афины. В четырнадцатилетнем возрасте Мария начала учиться в Афинской консерватории под руководством испанской певицы Эльвиры де Идальго.
В июле 1941 года в оккупированных немцами Афинах состоялся дебют Марии Каллас в Афинской опере в партии Тоски.
В 1945 году Мария Каллас возвратилась в Нью-Йорк. Наступила череда неудач: её не представили Тосканини, она отказалась петь в «Метрополитен Опера» партию Чио-Чио-Сан из-за своего большого веса, рухнули надежды на возрождение «Лирической Оперы» в Чикаго, где она надеялась петь.
В 1947 Каллас дебютировала на сцене амфитеатра «Арена ди Верона» в опере «Джоконда» Понкьелли под управлением Туллио Серафина.
Туллио Серафин вводит Каллас в мир большой оперы. Она поёт первые партии в «Аиде» Верди и «Норме» Беллини в конце 1948 года. В начале 1949 года исполненные в течение одной недели несовместимые в вокальном отношении партии Брунгильды в «Валькирии» Вагнера и Эльвиры в «Пуританах» Беллини создали творческий феномен певицы Марии Каллас. Она пела и лирические, и драматические, и колоратурные партии, что явилось певческим чудом — «четыре голоса в одном горле».
В 1949 году Каллас отправляется на гастроли в Южную Америку. В 1950 году она впервые поёт в «Ла Скала» и становится «королевой итальянских примадонн». Но в 1950 году Мария Каллас была приглашена в «Ла Скала», чтобы заменить Ренату Тебальди в «Аиде». В 1951 году, когда Антонио Гирингелли сделал ей такое же приглашение, Мария ответила отказом. Каллас готова была петь в «Ла Скала», но при условии предложения собственной роли, а не замены чужой.
В 1953 году фирма EMI впервые выпускает полные записи опер с Марией Каллас.
В 1954 году она дебютировала в США, на сцене Лирической оперы Чикаго. Похудевшая на тридцать килограммов, преображённая Каллас покоряла публику на оперных сценах Европы и Америки в операх «Лючия ди Ламмермур» Доницетти, «Норма» Беллини, «Медея» Керубини, «Трубадур» и «Макбет» Верди, «Тоска» Пуччини.

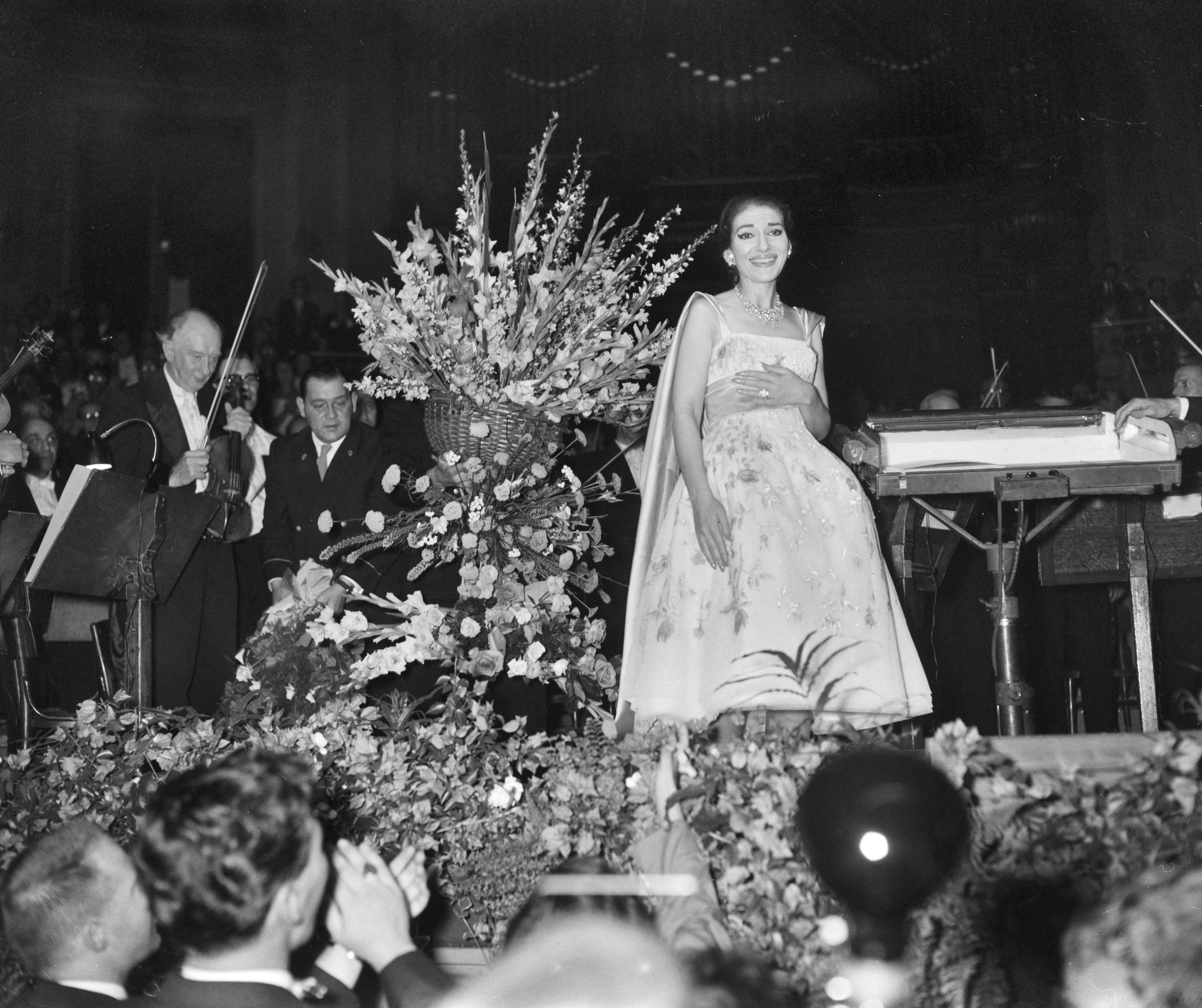
Мария Каллас в 1959 году

В 1959 году происходит перелом в успешной карьере. Этому способствовали потеря голоса, череда скандалов, развод, разрыв с «Метрополитен Опера», вынужденный уход из «Ла Скала», несчастная любовь к Аристотелю Онассису. Попытка возвращения на сцену в 1964 году заканчивается очередной неудачей.

### Личная жизнь
В Вероне Мария Каллас познакомилась с местным промышленником Джованни Баттистой Менегини, вдвое старше её, страстным любителем оперы. Вскоре Джованни признался в любви Марии, полностью продал свой бизнес и посвятил себя Каллас.
В 1949 году Мария Каллас и Джованни Менегини поженились. Он стал для Марии всем: и верным супругом, и любящим отцом, и преданным менеджером, и щедрым продюсером.
В сентябре 1957 года в Венеции на балу в честь дня рождения журналистки Эльзы Максвелл Мария Каллас впервые встретила Аристотеля Онассиса. Весной 1959 года в Венеции они снова встретились на балу. После этого Онассис поехал в Лондон на концерт Каллас, по окончании которого он пригласил её с мужем на свою яхту. В конце ноября 1959 года жена Онассиса Тина подала на развод, а Каллас и Онассис в это время открыто появлялись в обществе вместе. Пара ссорилась почти постоянно, и в 1968 году Мария Каллас узнала из газет, что Аристотель Онассис женился на вдове президента США Жаклин Кеннеди.

### Педагогическая деятельность
Мария Каллас проводила в Джульярдской школе знаменитые мастер-классы в период с октября 1971 года по март 1972 год. Они легли в основу пьесы «Мастер-класс» драматурга Терренса Мак-Нелли.

### Работа в кино
В 1968 году — «Портрет Марии Каллас» / «Maria Callas Portrat» (1968, Германия, короткометражный, экспериментальный)
В 1969 году итальянский режиссёр Пьер Паоло Пазолини пригласил Марию Каллас сниматься в роли Медеи в одноимённом фильме.

### Смерть

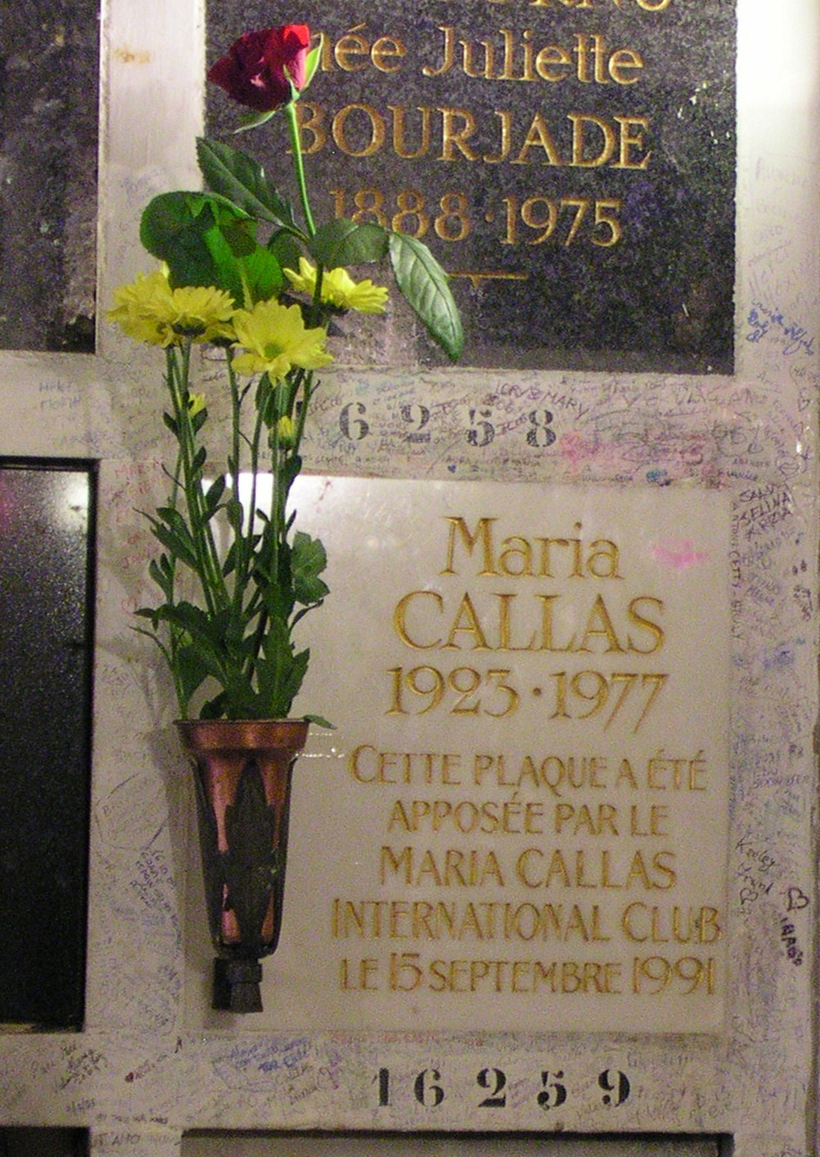

Последние годы жизни Мария Каллас жила в Париже, практически не выходя из квартиры, где и скончалась 16 сентября 1977 года в возрасте 53 лет. Тело было кремировано и похоронено на кладбище Пер-Лашез. После кражи и возвращения обратно урны с пеплом её прах был развеян над Эгейским морем.
Пустая урна остаётся в колумбарии кладбища Пер-Лашез.
«Итальянские фониатры (врачи-специалисты по заболеваниям голосовых связок) Франко Фусси и Нико Паолилло установили наиболее вероятную причину смерти оперной дивы Марии Каллас», — пишет итальянская газета La Stampa (перевод статьи на английский опубликован Parterre Box). Согласно результатам их исследования, Каллас умерла от дерматомиозита — редкого заболевания соединительной ткани и гладкой мускулатуры.
К такому выводу Фусси и Паолилло пришли, изучив сделанные в разные годы записи Каллас и проанализировав постепенное ухудшение её голоса. Спектрографический анализ студийных записей и концертных выступлений показал, что к концу 1960-х, когда ухудшение её вокальных данных стало очевидным, диапазон голоса Каллас фактически сменился с сопрано на меццо-сопрано, что объясняло изменение звучания высоких нот в её исполнении.
Кроме того, тщательное изучение видеозаписей её поздних концертов выявило, что мышцы певицы значительно ослабли: грудь практически не поднималась при дыхании, а при вдохе певица приподнимала плечи и напрягала дельтовидные мышцы, то есть по сути совершала самую распространённую ошибку при поддержке голосовой мышцы.
Причина смерти Марии Каллас достоверно неизвестна, однако считается, что певица умерла от остановки сердца. По мнению Фусси и Паолилло, результаты их работы прямо свидетельствуют о том, что приведший к этому инфаркт миокарда был осложнением в результате дерматомиозита. Примечательно, что этот диагноз (дерматомиозит) Каллас поставил незадолго до смерти её врач Марио Джаковаццо (известно об этом стало лишь в 2002 году).
В то же время, вокруг смерти певицы существует и теория заговора, высказанная, в частности, кинорежиссёром Франко Дзеффирелли, заявившим в 2004 году, что Каллас могла быть отравлена при участии её ближайшей подруги последних лет — пианистки Вассо Деветци.

## Оперные партии
- «Сельская честь» П. Масканьи — Сантуцца (Театр Олимпия — Афины, 02.04.1939)
- «Сестра Анжелика» Дж. Пуччини — Сестра Анжелика (Афинская консерватория, 16.06.1940)
- «Бокаччо» Ф. Зуппе — Беатриче (Театр Олимпия — Афины, 15.02.1941)
- «Долина» Э. Д’Альбера — Марта (Театр Олимпия — Афины, 22.04.1942)
- «Тоска» Дж. Пуччини — Тоска (Театр Олимпия — Афины, 27.08.1942)
- «Старший мастер» М. Каломириса — певец в интермеццо, Смарагда (Одеон Герода Аттика — Афины, 19.02.1943/30.07.1944)
- «Фиделио» Л. ван Бетховена — Леонора (Одеон Герода Аттика — Афины, 14.08.1944)
- «Нищий студент» К. Миллёкера — Лаура (Александрос Авеню Театр — Афины, 05.09.1945)
- «Джоконда» А. Понкьелли — Джоконда (Арена ди Верона, 02.08.1947)
- «Тристан и Изольда» Р. Вагнера — Изольда (Театр «Ла Фениче» — Венеция, 30.12.1947)
- «Турандот» Дж. Пуччини — Турандот (Театр «Ла Фениче» — Венеция, 29.01.1948)
- «Сила судьбы» Дж. Верди — Леонора (Театро Стабиле — Триест, 17.04.1948)
- «Аида» Дж. Верди — Аида (Театр Реджо — Турин, 18.09.1948)
- «Норма» В. Беллини — Норма (Муниципальный театр во Флоренции, 30.11.1948)
- «Валькирия» Р. Вагнера — Брунгильда (Театр «Ла Фениче» — Венеция, 08.01.1949)
- «Пуритане» В. Беллини — Эльвира (Театр «Ла Фениче» — Венеция, 19.01.1949)
- «Парсифаль» Р. Вагнера — Кундри (Римская опера, 26.02.1949)
- «Набукко» Дж. Верди — Абигайль (Театр «Сан-Карло» — Неаполь, 20.12.1949)
- «Трубадур» Дж. Верди — Леонора (Дворец изящных искусств — Мехико, 20.06.1950)
- «Турок в Италии» Дж. Россини — Фьорилла (Театр «Элизео» — Рим, 19.10.1950)
- «Травиата» Дж. Верди — Виолетта (Муниципальный театр — Флоренция, 14.01.1951)
- «Сицилийская вечерня» Дж. Верди — Елена (Театро Комунале — Флоренция, 26.05.1951)
- «Душа философа, или Орфей и Эвридика» Й. Гайдна — Эвридика (Театр «Пергола» — Флоренция, 09.06.1951)
- «Похищение из сераля» В. А. Моцарта — Констанца (Ла Скала — Милан, 02.04.1952)
- «Армида» Дж. Россини — Армида (Муниципальный театр — Флоренция, 24.04.1951)
- «Лючия ди Ламмермур» Г. Доницетти — Лючия (Дворец изящных искусств — Мехико, 10.06.1952)
- «Риголетто» Дж. Верди — Джильда (Дворец изящных искусств — Мехико, 17.06.1952)
- «Макбет» Дж. Верди — леди Макбет (Ла Скала — Милан, 07.12.1952)
- «Медея» Л. Керубини — Медея (Муниципальный театр — Флоренция, 07.05.1953)
- «Альцеста» К. В. Глюка — Альцеста (Ла Скала — Милан, 04.04.1954)
- «Дон Карлос» Дж. Верди — Елизавета (Ла Скала — Милан, 12.04.1954)
- «Паяцы» Р. Леонкавалло — Недда (Ла Скала — Милан, 12.06.1954)
- «Мефистофель» А. Бойто — Маргарита (Арена ди Верона, 15.07.1954)
- «Весталка» Г. Спонтини — Юлия (Ла Скала — Милан, 07.12.1954)
- «Андре Шенье» У. Джордано — Маддалена (Ла Скала — Милан, 08.01.1955)
- «Сомнамбула» В. Беллини — Амина (Ла Скала — Милан, 05.03.1955)
- «Мадам Баттерфляй» Дж. Пуччини — Чио-Чио-сан (Городской оперный театр — Чикаго, 11.11.1955)
- «Севильский цирюльник» Дж. Россини — Розина (Ла Скала — Милан, 16.02.1956)
- «Федора» У. Джордано — Федора (Ла Скала — Милан, 21.05.1956)
- «Богема» Дж. Пуччини — Мими (Ла Скала — Милан, 20.08.1956)
- «Анна Болейн» Г. Доницетти — Анна Болейн (Ла Скала — Милан, 14.04.1957)
- «Ифигения в Тавриде» К. В. Глюка — Ифигения (Ла Скала — Милан, 01.06.1957)
- «Манон Леско» Дж. Пуччини — Манон Леско (Ла Скала — Милан, 18.07.1957)
- «Пират» В. Беллини — Имоджене (Ла Скала — Милан, 19.05.1958)
- «Полиевкт» Г. Доницетти — Паолина (Ла Скала — Милан, 07.12.1960)
- «Кармен» Ж. Бизе — Кармен (Концертный зал «Ваграм» — Париж, 05.07.1964)

## Образ в кинематографе
- 1958 — Тоска / Tosca, режиссёр Роже Бенаму, документальный, Франция.
- 1962 — Концерты Марии Каллас. Гамбург, 1959 и 1962 годы / Maria Callas in Concert — Hamburg, 16 March 1962, документальный, ФРГ.
- 1964 — Мария Каллас в Ковент Гарден / Maria Callas at Covent Garden, режиссёр Франко Дзеффирелли, документальный, Великобритания.
- 1978 — Каллас: документальный фильм / Callas: A Documentary, режиссёр Тони Палмер, документальный, Канада.
- 1988 — Божественная Мария Каллас / Maria Callas: La Divina — A Portrait, режиссёр Тони Палмер, документальный, Великобритания.
- 1999 — Дьявол и госпожа Д / Der Grosse Bagarozy / The Devil and Ms. D (режиссёр Бернд Эйхингер, в главных ролях Тиль Швайгер, Корина Харфух, Томас Хайнц, Кристин Нейбауэр) Германия.
- 2002 — Каллас навсегда / Callas Forever (режиссёр Франко Дзеффирелли, в главной роли — Фанни Ардан) Франция и др.
- 2004 — Мария Каллас: Жить и умереть за искусство и любовь / Maria Callas: Living and Dying for Art and Love, режиссёр Стив Коул, документальный, Великобритания.
- 2005 — Каллас и Онассис / Callas e Onassis (режиссёр Джорджо Капитани, в главных ролях: Луиза Раньери, Жерар Дармон) Франция и Италия.
- 2006 — Страсти по Каллас / Passion Callas, режиссёр Джералд Кэйллат, документальный, Франция.
- 2007 — Абсолютная Мария Каллас / Callas assoluta, режиссёр Филипп Коли, документальный; Франция, Австралия, Греция.
- 2017 — Наша Мария Каллас / Our Own Maria Callas, режиссёр Бабис Цокас, документальный, Греция.
- 2017 — Мария Каллас: Тоска 1964 / Maria Callas: Tosca 1964, режиссёр Хольгер Пройссе, документальный, Германия.
- 2018 — Мария до Каллас / Maria by Callas, режиссёр Том Вольф, документальный, Франция.
- 2024 — «Мария», режиссёр Пабло Ларраин, в главной роли Анджелина Джоли.